# Калинович Костянтин Юрійович
Костянтин Юрійович Калинович (9 серпня 1959 , Новокузнецьк, Кемеровська область ) — український художник, графік, майстер екслібриса. Член-кореспондент Королівського товариства живописців і граверів (1992).
Володар престижних мистецьких премій міжнародних виставок графіки (США, Велика Британія, Франція, Польща, Туреччина, Італія, Бельгія, Китай та ін.).

## Життєпис
Народився 9 серпня 1959 року у Новокузнецьку (Росія).
Навчався в Луганській дитячій художній школі (педагог Микола Папуцин), де зацікавився мистецтвом глибокого друку.
1992 року успішно закінчив факультет графіки Українського поліграфічного інституту імені Івана Федорова (нині — Українська академія друкарства) у Львові.
1990 року відбулася перша персональна виставка у Великобританії, 1992 року Костянтин Калинович отримав членство в Королівському товаристві живописців і граверів.
Учасник  міжнародних художніх виставок (Німеччина, Італія, Швеція, Нідерланди, Бельгія, Фінляндія та ін.)
2017 року виставка графіки художника «Тіні зимового саду» відбулася в Національному музеї мистецтв імені Богдана та Варвари Ханенків (Київ).
1992 року художник здобув свою першу нагороду за участь у VII Міжнародній виставці друкованої графіки (м. Сеул, Південна Корея). Відтоді практично кожного року отримував премії на міжнародних бієнале та виставках екслібриса чи малої графіки.
В Україні вийшли друком альбоми Костянтина Калиновича «Зимові сни» (2007) та «Тіні на снігу» (2020).

## Творчість
Костянтин Калинович працює в техниці живопису, станкової графіки, екслібриса, створює ілюстрації до книжок.
Майстерно володіє технікою офорту, сухої голки, акватинти, мецо-тинти, які іноді розфарбовуються в один-два кольори.
В творах художника поєднується світогляд сучасного митця з відлунням творчості видатних творців Пізнього Середньовіччя та Північного Відродження. Відбувається своєрідний діалог з митцями минулого, мовою символів та алегорій створюється нереальний світ реальних персонажів та подій.

Роботи художника відрізняються не тільки високим професіоналізмом, філігранністю техніки, а й реалістичністю образів, які межують із сюрреалізмом. Мистецтвознавиця Н. Ю. Белічко відзначила:
Роботам митця притаманна мініатюрна, ювелірна витонченість ліній, малюнка, емоційна виразність сюжетів, які змушують глядача шукати складні асоціативні рішення, нерідко з філософськими узагальненнями. В сюрреалістичних образах художник зашифровує власні відчуття, найчастіше меланхолічні, з ліричним сумом. 
Гуаші і акварелі Калиновича символічно й стилістично пов'язані з книжковою мініатюрою пізнього Середньовіччя, з витонченістю її малюнка та яскравим колоритом. Звідти ж походить улюблена тема пір року й, особливо — зими, часу розваг і спокійного відпочинку біля вогню. Сова, похмурий символ людського невігластва, вочевидь потрапила до світу Калиновича з творів Босха або його послідовника Брейгеля Старшого. Вплив Брейгеля, майстра складної і багатозначної асоціації, відчувається у всьому, від прямої цитати зі знаменитого «Мізантропа» до насолоди казковою красою зимових пейзажів.
Головним джерелом натхнення для Калиновича залишається творчість голландців 17 століття, особливо Вермера і Аверкампа. Роботи українського художника — це не просто віртуозна стилізація, «гра у старовину». Це вислів сучасної людини яка постійно переосмислює себе — не випадково у творах митця то тут то там з'являється годинник як символ нестримного плину часу.

## Вибрані твори

### Офорти
- 2003—2005 — «Бестіарій Апокаліпсиса»
- 2003 — «Великий святковий обід»
- 2005 — «Зламаний годинник Брейгеля»
- 2006 — «Великий птахолов»
- 2007 — «Великий Білий Птах»
- 2011 — «Великий годинникар»
- 2014 — «Портрет М. Гоголя»
- 2021 — «Осінній вітер»

### Живопис
- 1980 — «Тихий вечір»
- 2012 — «Птахи мого серця»
- 2013 — «Місячне сяйво»
- 2013 — «Остання ніч літа»
- 2014 — «Зима в селі»
- 2017 — «Великий Капелюх Аверкампа»
- 2021 — «Ранок після Різдва»